# 馬棱
馬 棱（ば りょう、生没年不詳）は、後漢の官僚。字は伯威。本貫は右扶風茂陵県。

## 経歴
馬援の族孫にあたる。幼くして父を失い、従兄の馬毅を頼って家業を手伝い、母を同じくする兄弟のように目をかけられた。馬毅が子のないまま死去すると、馬棱は3年の喪に服した。
建初年間、郡に仕えて功曹となり、孝廉に察挙された。建初末年に馬氏の一族は失脚したが、章帝は馬棱の行いの正しさをみて、馬棱を召還し、謁者に任じた。87年（章和元年）、馬棱は広陵太守に転出した。ときに穀物が騰貴して民衆が飢えたため、馬棱は塩官を罷免するよう上奏し、貧者や痩せ衰えた人々に食糧を分与し、賦税を軽減し、湖をせき止めて墾田2万頃あまりを新たに開いた。広陵郡の官吏や民衆は馬棱の功績を石に刻んでたたえた。90年（永元2年）、馬棱は漢陽太守に転じ、威厳のあることで知られた。大将軍の竇憲が西方の武威郡に駐屯すると、馬棱は民衆に多額の賦課をかけて軍費を捻出し、竇憲のもとに送った。竇憲が失脚して自殺すると、馬棱は連座して罪に問われた。数年後、江南で多くの反乱が発生したため、馬棱は丹陽太守に任じられてその討伐にあたり、反乱者をみな捕らえて滅ぼした。会稽太守に転じて、やはりその統治の評判は良好であった。河内太守に転じた。永初年間、事件に連座して罪に問われ、家で死去した。

## 伝記資料
- 『後漢書』巻24 列伝第14